# Ctenitis latifrons
Ctenitis latifrons là một loài thực vật có mạch trong họ Dryopteridaceae. Loài này được (Brack.) Copel. miêu tả khoa học đầu tiên năm 1947.